# 매틀록 (더비셔주)

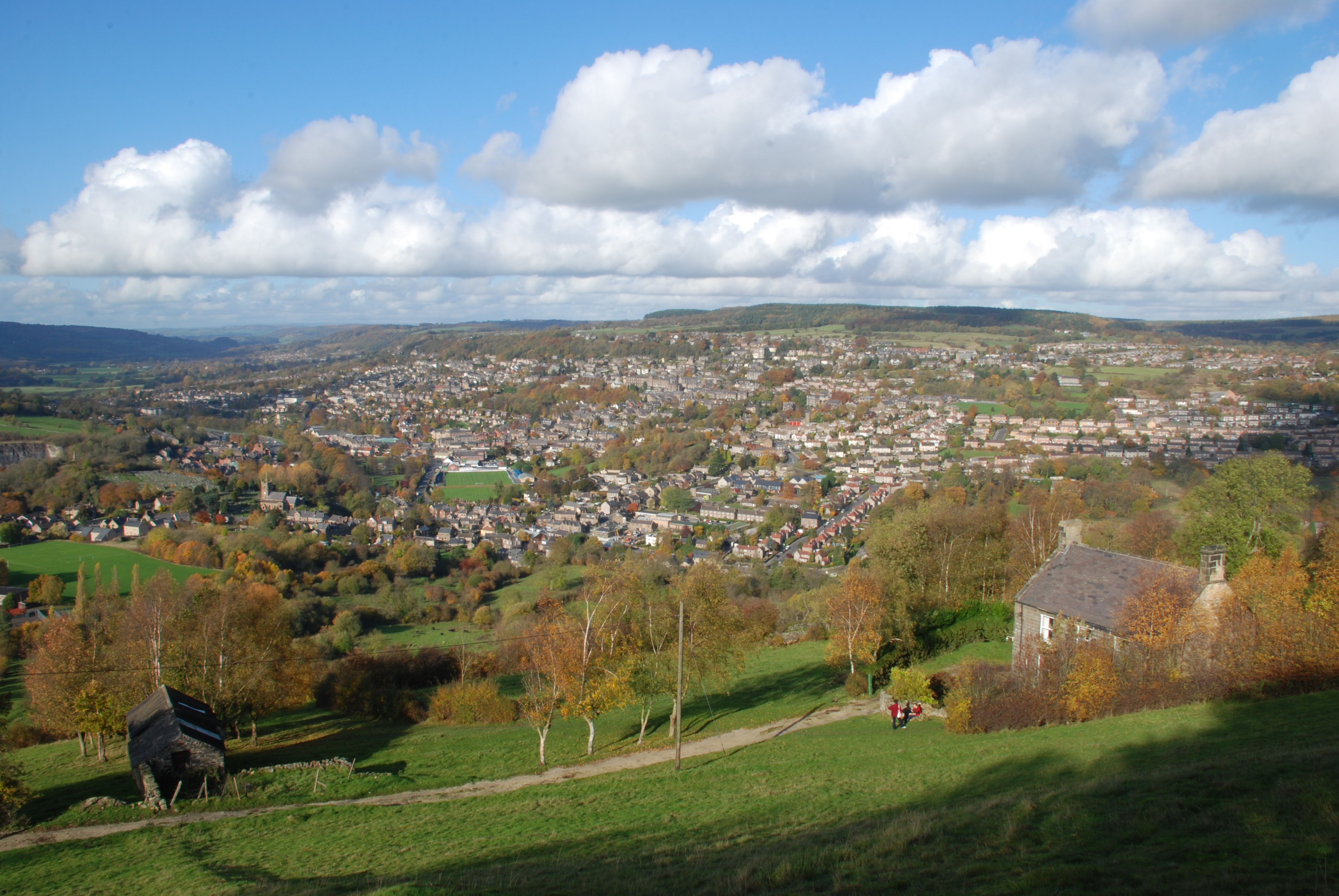
매틀록

매틀록(Matlock)은 잉글랜드 더비셔주의 주도로, 인구는 10,689명이다.